# Дмитрієва-Буряк Галина Євгенівна
Дмитрієва-Буряк Галина Євгенівна — український кінознавець. Кандидат мистецтвознавства (1981).

## Життєпис
Народилася 31 серпня 1948 року в м. Здолбунів Рівненської обл. Закінчила кінознавчий факультет (1973) та аспірантуру (1980) Київського державного інституту театрального мистецтва ім. І. Карпенка-Карого.
З 1981 року — старший викладач, доцент того ж інституту.

## Праці
- Дмитрієва Г. Перший замах / Рецензія на стрічку Київ. к/с ім. О. Довженка «Там вдалині, за рікою» – перший повномерметражний фільм реж. М. Іллєнка; авт. сценарію Є. Митько // Новини кіноекрану. – 1977. – № 2 (187). – С. 10.[2]
- Дмитриева-Буряк, Г. Е. Герой современного украинского кино (1970-е годы): Автореф. дис. на соиск. учен. степ. канд. искусствоведения: (17.00.03). — Ленинград, 1981. — 23 с.
- Дмитрієва-Буряк Г. Є. Сучасність і духовний світ героя на екрані. – «Знання», Київ, 1988. – 48 с. – (Література і мистецтво).[3]
- Г. Дмитрієва-Буряк.[ «Кінокритика: яка вона?» // Літ. Україна. – 1991. – 17 січ., № 3 (4412). – С. 6.[2]
  - Призи справи не рятують : [про укр. худож. кінематограф, професійну кінокритику та компетентність кінопреси – відповідь на публ. Дмитрієвої-Буряк Г. «Кінокритика: яка вона?» у газ. «Літ. Україна. 1991. 17 січ., № 3. С. 6»] / Леонід Череватенко // Літ. Україна. – 1991. – 15 серп., № 33 (4442). – С. 6. – (Дискусійна рубрика)
- Дмитриева-Буряк Г. Украинский феномен: шестидесятники в кино и литературе // Радуга. — Киев, 1991. №4. — С.147–155.[2]
- Дмитрієва Г. Його [Івана Кавалерідзе] вабили титанічні постаті / Галина Дмитрієва // Київ. – 1991, № 7 – С.156–164.[4]

## Родина
- Чоловік (1969—1980) — Райхлін Семен Борисович (9 березня 1936 — 27 січня 2021), директор фільмів на кіностудії імені Довженка[5]
  - Син Райхлін Борис Семенович (нар. 8 вересня 1972), кінооператор[6][7][8][9]
- Чоловік (1980—1993) — професор Буряк Борис Спиридонович (6 серпня 1913 — 20 листопада 1993)